# Șipkovo, Loveci
Șipkovo (în bulgară Шипково) este un sat în comuna Troian, regiunea Loveci,  Bulgaria. 

## Demografie
Componența etnică a satului Șipkovo
     Bulgari (95,76%)
     Nicio identificare (3,67%)
     Altele (0,56%)
La recensământul din 2011, populația satului Șipkovo era de 708 locuitori. Din punct de vedere etnic, majoritatea locuitorilor (95,76%) erau bulgari. Pentru 3,67% din locuitori nu este cunoscută apartenența etnică.